# Маслюков, Алексей Семёнович
Алексей Семёнович Маслюков (2 июня 1904, Черкассы, Киевская губерния — 15 апреля 1961, Киев) — советский кинорежиссёр. Заслуженный деятель искусств УССР (1960).

## Биография
Родился в 1904 году в городе Черкассы, Российская империя.
В 1929 году окончил Одесский кинотехникум.
С 1929 — ассистент режиссера, затем — режиссёр Одесской киностудии, до войны снял шесть художественных фильмов. Член ВКП(б) с 1941 года.
Участник Великой Отечественной войны. В РККА с мая 1942 года, политрук, капитан, агитатор 927-го стрелкового полка 251-й стрелковой дивизии, затем инструктор по культурной работе Дома Красной армии 31-й армии 1-го Украинского фронта.
Награждён орденами Красной Звезды (1944), Орден Отечественной войны II степени (1945) и медалями «За взятие Кенигсберга», «За освобождение Праги», «За победу над Германией».
После войны с 1946 года — режиссер киностудии «Союздетфильм», начальник производственного отдела Министерства кинематографии СССР.
С 1953 года — режиссёр Киевской киностудии.
В 1960 году присвоено звание Заслуженный деятель искусств УССР, награждён орденом «Знак почёта».
Занимал пост Председателя Комитета кинематографии при Совете Министров УССР.
Умер в 1962 году в Киеве.

## Фильмография
Обычно работал совместно с женой — режиссёром Мечиславой Маевской, их фильм «Педагогическая поэма» (1955) номинировался на «Золотую пальмовую ветвь» Каннского кинофестиваля, фильм «Партизанская искра» (1957) получил поощрительный диплом 1-го Всесоюзного кинофестиваля.

В творчестве тяготел к драматическим сюжетам, детским и приключенческим темам; его работы отличались лиричностью, внимательным отношением к деталям.— Энциклопедия современной Украины
Режиссёр художественных фильмов:
- 1931 — Рождение героини
- 1932 — Дети шахтеров
- 1932 — Сенька с «Мимозы»
- 1936 — Карл Бруннер
- 1937 — Дочь партизана
- 1938 — Митька Лелюк
- 1953 — Команда с нашей улицы
- 1955 — Педагогическая поэма
- 1957 — Партизанская искра
- 1958 — Повесть наших дней
- 1961 — С днём рождения